# Thomas Flögel
Thomas Flögel (* 7. Juni 1971 in Wien) ist ein ehemaliger österreichischer Fußballspieler und nunmehriger -trainer. Im Verlauf seiner Karriere wurde er jeweils viermal österreichischer Meister und Cup-Sieger, den ÖFB-Supercup gewann er fünfmal. 1998 gewann er mit Heart of Midlothian als erster Österreicher den Scottish FA Cup.
Unter Trainer Hans Krankl war er bis zur Ablöse durch Andreas Ivanschitz im Jahr 2003 Kapitän der Österreichischen Fußballnationalmannschaft.

## Karriere

### Als Spieler

#### Verein
Thomas Flögel, der Sohn des ehemaligen Teamspielers Rudi Flögel, einem langjährigen Spieler von Rapid Wien, begann seine Karriere beim Lokalrivalen FK Austria Wien. Von 1990 bis 1997 spielte Flögel bei der Austria.
1997 wechselte er ins Ausland zu Heart of Midlothian in die schottische Premier League. Nach fünf Jahren auf der britischen Insel kehrte er wieder zur Austria zurück, bei der er bis 2004 spielte. Für die Dauer der Saison 2004/05 war er beim FC Superfund in Pasching im Einsatz. In der Saison 2005/06 spielte er beim VfB Admira Wacker Mödling. Nach der Saison 2005/06 beendete er seine aktive Bundesliga-Karriere. Am 17. Juli 2006 wurde er beim Regionalligisten First Vienna FC als Neuzugang vermeldet.
Nachdem er sich im dritten Meisterschaftsspiel seines neuen Vereins Vienna gegen St. Pölten schwer an der Schulter verletzt hatte, beendete er seine Karriere als Profifußballer.
Beim Wiener Stadthallenturnier 2007 spielte Flögel wieder für die Vienna und erzielte vier Treffer. In Folge ließ er seine Karriere beim FK Blau-Weiß Hollabrunn ausklingen. Ab Jänner 2011 war er beim 1. Simmeringer SC gemeldet, kam jedoch zu keinem Pflichtspieleinsatz, absolvierte für den Verein allerdings sieben Spiele beim 34. Hallenturnier des WFV, bei dem er auch ein Tor erzielte.

#### Nationalmannschaft
Flögel spielte 37-mal im österreichischen Nationalteam und erzielte drei Tore. Sein Debüt gab er am 14. April 1992 beim 4:0-Sieg Österreichs über Litauen.
Er war außerdem Mitglied des österreichischen Beachsoccer Nationalteams.

### Als Trainer und Funktionär
Am 4. September 2006 präsentierte der First Vienna FC Thomas Flögel als neuen sportlichen Leiter. Am 23. April 2007 wurde die Zusammenarbeit von Thomas Flögel und dem First Vienna FC 1894 in beiderseitigem Einvernehmen beendet.
Ab der Saison 2012/13 war Flögel Trainer des österreichischen Frauenfußball-Bundesligisten USC Landhaus Wien. Landhaus trainierte er bis 2014. Ab 2014 war er Jugendtrainer beim SV Wienerberg. Ab März 2015 trainierte er in der Jugend des Floridsdorfer AC. Im August 2015 wurde er Co-Trainer von Peter Pacult bei den Profis des FAC. Nach dem Rücktritt von Pacult wurde er im September 2015 interimistisch Cheftrainer des FAC. Im Jänner 2016 wurde er von Jürgen Halper abgelöst  und wurde wieder Co-Trainer. Im April 2016 trennte man sich von Flögel.
Zur Saison 2016/17 wurde er Trainer des siebtklassigen 1. FC Bisamberg. Zudem wurde er Jugendtrainer beim FC Stadlau. Im Oktober 2016 wurde er Trainer der drittklassigen Amateure des SKN St. Pölten. Mit den SKN Juniors musste er 2019 aus der Regionalliga absteigen. Daraufhin wurde er durch Johannes Neumayer ersetzt.
Im Juli 2019 wurde er Trainer des Regionalligisten SC Wiener Neustadt, der sich im November 2019 in 1. Wiener Neustädter SC umbenannte. Im Mai 2020 wurde er von Jürgen Burgemeister abgelöst, nachdem Wiener Neustadt aufgrund der COVID-19-Pandemie in finanzielle Probleme geraten war. Danach wurde er zum wiederholten Male vom 1. FC Bisamberg als Trainer verpflichtet.
Seit Juni 2023 ist er Trainer beim Kremser SC in der Regionalliga Ost.

## Erfolge
- 4 × Österreichischer Meister: 1991, 1992, 1993, 2003
- 4 × ÖFB-Cup-Sieger: 1990, 1992, 1994, 2003
- 5 × ÖFB-Supercup-Sieger: 1990, 1991, 1992, 1993, 2003
- 1 × Scottish FA Cup: 1998